# Anders Ek
Den här sidan handlar om skådespelaren Anders Ek. För militären, se Anders Ek (militär).
Anders Ek, född 7 april 1916 i Göteborg, död 17 november 1979 i Stockholm, var en svensk skådespelare.

## Biografi
Anders Ek studerade drama för Naima Wifstrand och Gabriel Alw, och fortsatte teaterstudierna vid Dramatens elevskola 1938–1941. Efter examen var han kortare perioder verksam vid Dramaten och Wasa Teater i Finland, varifrån han dock blev utvisad på grund av sitt socialistiska engagemang. År 1942 anlitades han vid Per-Axel Branners Nya Teatern i Stockholm, och 1943 kontrakterades han även som filmskådespelare av Europa Film. Han anställdes därefter vid nystartade Malmö stadsteater 1944, där han bland annat spelade i uppsättningar av Vilhelm Mobergs Mans kvinna (1944) och Strindbergs Pelikanen (1945), den senare i regi av Ingmar Bergman.
Ek följde 1946 med Bergman till Göteborgs stadsteater, där han samma år fick sitt genombrott som skådespelare i Bergmans uppsättning av Albert Camus Caligula. I Göteborg rönte Ek stora framgångar i flera pjäser under Bergmans regi, bland annat Bergmans egen Dagen slutar tidigt (1947), Shakespeares Macbeth (1948) och Tennessee Williams Spårvagn till lustgården (1949).
År 1950 flyttade paret Bergman-Ek tillbaka till Stockholm, där de samarbetade i Tolvskillingsoperan och Jean Anouilhs Medea (båda 1950) på Lorens Marmstedts Intiman. Därefter var Ek verksam vid Dramaten till 1960, vid Stockholms stadsteater 1960–1965 och åter vid Dramaten från 1965 till kort före sin död.

### Privatliv
Ek var son till professor Sverker Ek och författaren Karin Ek, ogift Lindblad, samt bror till journalisten, förlagsredaktören Birgitta Ek och halvbror till litteraturvetaren, professor Sverker R. Ek.
Åren 1942–1949 var Ek gift med Birgit Cullberg, från 1949 med Kerstin Larsson (1918–1970; omgift med Stephan Lundh) och från 1976 med Ingrid Andreasson. Han var far till premiärdansören Niklas Ek, tvillingarna koreografen Mats Ek och skådespelaren Malin Ek, Johan Ek, journalisten Judit Ek samt tvillingarna överläkaren Marion Ek och domaren Maria Ek.
Anders Ek dog 1979 och är begravd på Skogskyrkogården i Stockholm.

## Filmografi
- 1940 – Med livet som insats
- 1942 – Rid i natt!
- 1943 – När ungdomen vaknar
- 1944 – Vår Herre luggar Johansson
- 1944 – Flickan och Djävulen
- 1944 – Stopp! Tänk på något annat
- 1944 – Vi behöver varann
- 1944 – Med livet som insats
- 1945 – Svarta rosor
- 1950 – Flicka och hyacinter
- 1953 – Vägen till Klockrike
- 1953 – Gycklarnas afton
- 1957 – Det sjunde inseglet
- 1963 – Och har du en ros...
- 1965 – Thérèse Raquin
- 1965 – Den bergtagna
- 1967 – Jag är nyfiken - gul
- 1969 – Riten
- 1973 – Mannen som blev ensam (TV-serie)
- 1973 – Viskningar och rop
- 1974 – En skugga
- 1974 – Engeln (TV-serie)
- 1975 – Nisse och Greta (TV-serie)
- 1976 – Hallo Baby
- 1977 – Den fattige glasblåsaren
- 1977 – Soldat med brutet gevär (TV-serie)
- 1978 – Fusket (TV-serie)
- 1978 – Hedebyborna (TV-serie)

## Teater

### Roller (ej komplett)
| År   | Roll                               | Produktion                                                                 | Regi                | Teater                 |
| ---- | ---------------------------------- | -------------------------------------------------------------------------- | ------------------- | ---------------------- |
| 1940 | En annan herre Ministern           | Den lilla hovkonserten Toni Impekoven och Paul Verhoeven                   | Rune Carlsten       | Dramaten               |
| 1942 | Elmer Sweeney                      | Natten till den 17 januari (Night of January 16th) Ayn Rand                | Per-Axel Branner    | Nya Teatern            |
| 1942 | Medverkande                        | Revytidningen Nya Taggen, revy Staffan Tjerneld                            | Per-Axel Branner    | Nya Teatern            |
| 1943 | Leopold Kretzenberger              | I evighet amen (In Ewigkeit Amen) Anton Wildgans                           | Per-Axel Branner    | Nya teatern            |
| 1943 | Joe                                | Sex i elden (Out of the Frying Pan) Francis Swann                          | Per-Axel Branner    | Nya Teatern            |
| 1943 | Niels Ebbesen                      | Niels Ebbesen Kaj Munk                                                     | Ingmar Bergman      | Dramatikerstudion      |
| 1944 | Vännen                             | Spelhuset Hjalmar Bergman                                                  | Ingmar Bergman      | Dramatikerstudion      |
| 1944 | Jägaren                            | Herr Sleeman kommer Hjalmar Bergman                                        | Ingmar Bergman      | Dramatikerstudion      |
| 1944 | McCarthy                           | Livet är ju härligt William Saroyan                                        | Per Knutzon         | Oscarsteatern          |
| 1944 | Passepartout                       | Jorden runt på 80 dagar Alf Henrikson efter Jules Verne                    | Alf Henrikson       | Malmö stadsteater      |
| 1944 |                                    | Mans kvinna Vilhelm Moberg                                                 | Knut Hergel         | Malmö stadsteater      |
| 1944 |                                    | Vår unge Jean de Létraz                                                    | Anders Frithiof     | Malmö stadsteater      |
| 1944 |                                    | Niels Ebbesen Kaj Munk                                                     | Knut Hergel         | Malmö stadsteater      |
| 1945 | Sonen                              | Leka med elden August Strindberg                                           | Sandro Malmquist    | Malmö stadsteater      |
| 1945 | Herr X                             | Paria August Strindberg                                                    | Arne Lydén          | Malmö stadsteater      |
| 1945 | Hardy Gilchrist                    | Markens gud Paul Green                                                     | Knut Hergel         | Malmö stadsteater      |
| 1945 |                                    | Vi äro ga-skåningar alla/Lysistrate Karl Gerhard och Aristofanes           | Sandro Malmquist    | Malmö stadsteater      |
| 1945 |                                    | Markurells i Wadköping Hjalmar Bergman                                     | Sandro Malmquist    | Malmö stadsteater      |
| 1945 | Sergeant McLachlen                 | Hjärtan och njurar John Patrick                                            | Gösta Terserus      | Malmö stadsteater      |
| 1945 | Sonen                              | Pelikanen August Strindberg                                                | Ingmar Bergman      | Malmö stadsteater      |
| 1946 | Michail Aleksandrovitj Rakitin     | En månad på landet Ivan Turgenjev                                          | Sam Besekow         | Malmö stadsteater      |
| 1946 | Dauphin                            | Sankta Johanna George Bernard Shaw                                         | Sandro Malmquist    | Malmö stadsteater      |
| 1946 | Brudgummen                         | Blodsbröllop Federico Garcia Lorca                                         | Sam Besekow         | Malmö stadsteater      |
| 1946 | Caligula                           | Caligula Albert Camus                                                      | Ingmar Bergman      | Göteborgs stadsteater  |
| 1947 | Peter                              | Dagen slutar tidigt Ingmar Bergman                                         | Ingmar Bergman      | Göteborgs stadsteater  |
| 1947 | Främlingen                         | Magi Gilbert Keith Chesterton                                              | Ingmar Bergman      | Göteborgs stadsteater  |
| 1947 | Advokaten                          | Spöksonaten August Strindberg                                              | Olof Molander       | Göteborgs stadsteater  |
| 1947 | Stanislav                          | Dubbelörnen Jean Cocteau                                                   | Helge Wahlgren      | Göteborgs stadsteater  |
| 1948 | Macbeth                            | Macbeth William Shakespeare                                                | Ingmar Bergman      | Göteborgs stadsteater  |
| 1948 | Josef K.                           | Processen André Gide och Jean-Louis Barrault efter Franz Kafka             | Torsten Hammarén    | Göteborgs stadsteater  |
| 1949 | Stanley Kowalski                   | Spårvagn till lustgården Tennessee Williams                                | Ingmar Bergman      | Göteborgs stadsteater  |
| 1950 | Jason                              | Medea Jean Anouilh                                                         | Ingmar Bergman      | Intiman                |
| 1950 | Peachum                            | Tolvskillingsoperan Bertolt Brecht och Kurt Weill                          | Ingmar Bergman      | Intiman                |
| 1951 | Jacques                            | Resande utan bagage Jean Anouilh                                           | Hasse Ekman         | Intiman                |
| 1953 | Barabbas                           | Barabbas Pär Lagerkvist                                                    | Olof Molander       | Dramaten               |
| 1953 | Doktor Östermark                   | Fadren August Strindberg                                                   | Bengt Ekerot        | Dramaten               |
| 1954 | Aigisthos                          | Orestien Aischylos                                                         | Olof Molander       | Dramaten               |
| 1954 | Folial                             | Escorial Michel de Ghelderode                                              | Alf Sjöberg         | Dramaten               |
| 1954 | Johan Larsson                      | Isak Juntti hade många söner Björn-Erik Höijer                             | Bengt Ekerot        | Dramaten               |
| 1954 | Guillaume Joceaume, klädeshandlare | Farsen om Mäster Pierre Patelin David Augustin de Brueys och Jean Palaprat | Bengt Ekerot        | Dramaten               |
| 1955 | Macduff                            | Macbeth William Shakespeare                                                | Bengt Ekerot        | Dramaten               |
| 1955 | Onkel Vanja                        | Onkel Vanja Anton Tjechov                                                  | Per-Axel Branner    | Dramaten               |
| 1956 | Admetos                            | Kröningen Lars Forssell                                                    | Bengt Ekerot        | Dramaten               |
| 1960 | Jean                               | Fröken Julie August Strindberg                                             | Birgit Cullberg     | Stockholms stadsteater |
| 1961 | Herr Severin                       | Ett experiment                                                             |                     | Stockholms stadsteater |
| 1961 | Othello                            | Othello William Shakespeare                                                | Birgit Cullberg     | Stockholms stadsteater |
| 1962 | Joe Meng, affärsman                | Patrasket Hjalmar Bergman                                                  | Stina Bergman       | Stockholms stadsteater |
| 1962 | Tartuffe                           | Tartuffe Molière                                                           | Lars-Levi Læstadius | Stockholms stadsteater |
| 1963 | Elis, sonen, fil. kand.            | Påsk August Strindberg                                                     | Birgit Cullberg     | Stockholms stadsteater |
| 1963 | Olof                               | Bröllop hos tattarns Björn-Erik Höijer                                     | Ingrid Thulin       | Stockholms stadsteater |
| 1964 | Arnolphe                           | Äktenskapsskolan Molière                                                   | Lars-Levi Læstadius | Stockholms stadsteater |
| 1965 | Majoren                            | Stienz Hans Günter Michelsen                                               | Sten Lonnert        | Stockholms stadsteater |
| 1965 | Broder Julian                      | För Alice Edward Albee                                                     | Ingmar Bergman      | Dramaten               |
| 1967 | Paul                               | Flickan i Montreal Lars Forssell                                           | Jackie Söderman     | Dramaten               |
| 1968 |                                    | Tango Sławomir Mrożek                                                      | Kurt-Olof Sundström | Malmö stadsteater      |
| 1969 | Aleksandr Ignatjevitj Versjinin    | Tre systrar Anton Tjechov                                                  | Keve Hjelm          | Dramaten               |
| 1972 | Grosshandlare Werle                | Vildanden Henrik Ibsen                                                     | Ingmar Bergman      | Dramaten               |

## Radioteater

### Roller (ej komplett)
| År   | Roll                          | Produktion                                                              | Regi                |
| ---- | ----------------------------- | ----------------------------------------------------------------------- | ------------------- |
| 1942 | Soldaten Sten                 | Soldatens återkomst Eyvind Johnson                                      | Per Lindberg        |
| 1943 | Sjömannen                     | I en hamn Staffan Tjerneld                                              | Johan Falck         |
| 1943 | Lennart Vrede, kandidat       | Den stora pristävlingen Ivan Oljelund                                   | Lars Madsén         |
| 1946 | Jonas                         | Sommar Björn-Erik Höijer                                                | Ingmar Bergman      |
| 1947 | Löjtnant Pilo                 | Löjtnant Pilo Bengt Anderberg                                           | Benkt-Åke Benktsson |
| 1948 | Ingvar Fast, stationsskrivare | Tåg om natten Paul Lindblom                                             | Helge Wahlgren      |
| 1948 | Mäster Olof                   | Mäster Olof August Strindberg                                           | Alf Sjöberg         |
| 1949 | Hans                          | Hjärtats renhet Knud Sønderby                                           | Hans Dahlin         |
| 1949 | Woyzeck                       | Woyzeck Georg Büchner                                                   | Palle Brunius       |
| 1950 | Brodern                       | Kvartett Erland Josephson                                               | Henrik Dyfverman    |
| 1951 | Jason                         | Medea Jean Anouilh                                                      | Ingmar Bergman      |
| 1951 | Hyresgästen                   | Hyresgästen Werner Aspenström                                           | Hans Dahlin         |
| 1951 | Simon Kreuzhalter             | Vildnatt Richard Billinger                                              | Olof Molander       |
| 1952 | Maurice                       | Brott och brott August Strindberg                                       | Ingmar Bergman      |
| 1952 | Leonardo                      | Blodsbröllop Federico García Lorca                                      | Ingmar Bergman      |
| 1952 | Erik                          | Påsk August Strindberg                                                  | Ingmar Bergman      |
| 1954 | Biktfadern                    | Herr Bengts hustru August Strindberg                                    | Hans Dahlin         |
| 1954 | Soljonyj                      | Tre systrar Anton Tjechov                                               | Bengt Ekerot        |
| 1955 | Don Perlimplín                | Don Perlimplíns kärlek till Belisa i sin trädgård Federico García Lorca | Bengt Ekerot        |
| 1968 | Brandkaptenen                 | Den skalliga primadonnan Eugène Ionesco                                 | Ernst Günther       |

## Priser och utmärkelser
- 1971 – O'Neill-stipendiet[1]
- 1972 – Svenska Akademiens teaterpris
- 1979 – Litteris et Artibus

### Fotnoter
1. 1 2 3 4  ”Anders Ek”. Svensk Filmdatabas. http://www.sfi.se/sv/svensk-filmdatabas/Item/?type=PERSON&itemid=61301&ref=%2ftemplates%2fSwedishFilmSearchResult.aspx%3fid%3d1225%26epslanguage%3dsv%26searchword%3dAnders+Ek%26type%3dPerson%26match%3dBegin%26page%3d1%26prom%3dFalse. Läst 5 mars 2013.
2. ↑  ”Anders Ek”, Ingmarbergman.se. Läst 1 oktober 2023.
3. ↑  Hitta graven
4. ↑  ”Natten till den 17 januari”. Musik- och Teaterbiblioteket. https://calmview.musikverk.se/CalmView/Record.aspx?src=CalmView.Performance&id=PERF13944&pos=953. Läst 13 mars 2025.
5. ↑  ”'Natten till den 17 januari' på Nya Teatern”. Dagens Nyheter:  s. 11. 19 februari 1942. http://arkivet.dn.se/arkivet/tidning/1942-02-19/49/11. Läst 15 augusti 2015.
6. ↑  ”Revytidningen Nya Taggen”. Musik- och Teaterbiblioteket. https://calmview.musikverk.se/CalmView/Record.aspx?src=CalmView.Performance&id=PERF13948&pos=789. Läst 9 mars 2025.
7. ↑  ”Tysk rapsodi på Nya teatern”. Dagens Nyheter:  s. 32. 14 maj 1943. http://arkivet.dn.se/tidning/1943-05-14/129/32. Läst 15 mars 2017.
8. ↑  ”I evighet amen”. Musik- och Teaterbiblioteket. https://calmview.musikverk.se/CalmView/Record.aspx?src=CalmView.Performance&id=PERF13994&pos=960. Läst 12 mars 2025.
9. ↑  ”Niels Ebbesen”. Stiftelsen Ingmar Bergman. http://ingmarbergman.se/verk/niels-ebbesen. Läst 16 oktober 2015.
10. ↑  ”Spelhuset/Herr Sleeman kommer”. Stiftelsen Ingmar Bergman. http://ingmarbergman.se/verk/spelhusetherr-sleeman-kommer. Läst 16 oktober 2015.
11. ↑  Sten af Geijerstam (30 april 1944). ”Saroyan på Oscars”. Dagens Nyheter:  s. 26. http://arkivet.dn.se/arkivet/tidning/1944-04-30/116/26. Läst 31 augusti 2015.
12. 1 2 3 4 5  Svenska Dagbladets Årsbok. Tjugotredje årgången (händelserna 1945) (Stockholm 1946), s. 172. Läst 1 oktober 2023
13. ↑  ”Pelikanen”. Stiftelsen Ingmar Bergman. http://ingmarbergman.se/verk/pelikanen-0. Läst 14 oktober 2015.
14. 1 2  Svenska Dagbladets Årsbok. Tjugofjärde årgången (händelserna 1946) (Stockholm 1947), s. 168. Läst 1 oktober 2023
15. ↑  Svenska Dagbladets Årsbok. Tjugofjärde årgången (händelserna 1946) (Stockholm 1947), s. 166. Läst 1 oktober 2023
16. ↑  ”Caligula”. Stiftelsen Ingmar Bergman. http://ingmarbergman.se/verk/caligula. Läst 17 oktober 2015.
17. ↑  ”Dagen slutar tidigt”. Stiftelsen Ingmar Bergman. http://ingmarbergman.se/verk/dagen-slutar-tidigt. Läst 16 oktober 2015.
18. ↑  ”Magi”. Stiftelsen Ingmar Bergman. http://ingmarbergman.se/verk/magi. Läst 16 oktober 2015.
19. ↑  Dagens Nyheter 14 september 1947, s. 9. Läst 1 oktober 2023
20. ↑  Dagens Nyheter 23 november 1947, s. 8. Läst 1 oktober 2023
21. ↑  ”Macbeth”. Stiftelsen Ingmar Bergman. http://ingmarbergman.se/verk/macbeth-1. Läst 16 oktober 2015.
22. ↑  Svenska Dagbladets Årsbok. Tjugosjätte årgången (händelserna 1948), s. 156. Läst 1 oktober 2023.
23. ↑  ”Spårvagn till lustgården”. Stiftelsen Ingmar Bergman. http://ingmarbergman.se/verk/spårvagn-till-lustgården. Läst 17 oktober 2015.
24. ↑  ”En skugga/Medea”. Stiftelsen Ingmar Bergman. http://ingmarbergman.se/verk/en-skuggamedea. Läst 17 oktober 2015.
25. ↑  ”Tolvskillingsoperan”. Stiftelsen Ingmar Bergman. http://ingmarbergman.se/verk/tolvskillingsoperan. Läst 15 oktober 2015.
26. ↑  Petterson, Hjördis; Kretz Inga Maria (1983). Rosor & ruiner. Stockholm: Prisma. sid. 118. Libris 7407145. ISBN 91-518-1680-6
27. ↑  ”Tolvskillingsoperan”. Ingmar Bergman Face to face. http://ingmarbergman.se/verk/tolvskillingsoperan. Läst 14 oktober 2015.
28. ↑  ”Intiman Teatern”. Leopolds Antikvariat. Arkiverad från originalet den 27 januari 2016. https://web.archive.org/web/20160127030451/http://www.abm.se/leopolds/Teatrar.Intiman.Stockholm.html. Läst 22 januari 2016.
29. ↑  Dagens Nyheter 24 januari 1953, s. 7. Läst 1 oktober 2023
30. ↑  Dagens Nyheter 28 november 1953, s. 16. Läst 1 oktober 2023
31. ↑  Dagens Nyheter 21 mars 1954, s. 16. Läst 1 oktober 2023
32. ↑  Dagens Nyheter 2 maj 1954, s. 16. Läst 1 oktober 2023
33. ↑  Dagens Nyheter 3 oktober 1954, s. 20. Läst 1 oktober 2023
34. ↑  Dagens Nyheter 20 november 1954, s. 10. Läst 1 oktober 2023
35. ↑  Dagens Nyheter 30 mars 1955, s. 17. Läst 1 oktober 2023
36. ↑  Dagens Nyheter 17 november 1955, s. 1. Läst 1 oktober 2023
37. ↑  Dagens Nyheter 30 oktober 1956, s. 13. Läst 1 oktober 2023
38. ↑  ”Fröken Julie” Arkiverad 30 januari 2023 hämtat från the Wayback Machine., Arkiv - Evenemang, Kulturhuset Stadsteatern. Läst 1 oktober 2023
39. ↑  ”För Alice”. Stiftelsen Ingmar Bergman. http://ingmarbergman.se/verk/för-alice. Läst 21 oktober 2015.
40. ↑  ”Vildanden”. Stiftelsen Ingmar Bergman. http://ingmarbergman.se/verk/vildanden. Läst 14 oktober 2015.
41. ↑  Dagens Nyheter 27 maj 1942, s. 24. Läst 1 oktober 2023
42. ↑  Dagens Nyheter 19 juni 1943, s. 26. Läst 1 oktober 2023
43. ↑  Dagens Nyheter 30 juni 1943, s. 24. Läst 1 oktober 2023
44. ↑  Dagens Nyheter 12 december 1946, s. 38. Läst 1 oktober 2023
45. ↑  Dagens Nyheter 23 september 1947, s. 30. Läst 1 oktober 2023
46. ↑  Dagens Nyheter 1 februari 1948, s. 28. Läst 1 oktober 2023
47. ↑  Dagens Nyheter 7 oktober 1948, s. 24. Läst 1 oktober 2023
48. ↑  Dagens Nyheter 30 september 1949, s. 28. Läst 1 oktober 2023
49. ↑  Dagens Nyheter 6 december 1949, s. 26. Läst 1 oktober 2023
50. ↑  Dagens Nyheter 3 september 1950, s. 30. Läst 1 oktober 2023
51. ↑  Dagens Nyheter 12 februari 1951, s. 24. Läst 1 oktober 2023
52. ↑  Dagens Nyheter 16 mars 1951, s. 26. Läst 1 oktober 2023
53. ↑  Dagens Nyheter 6 december 1951, s. 28. Läst 1 oktober 2023
54. ↑  Dagens Nyheter 22 januari 1952, s. 22. Läst 1 oktober 2023
55. ↑  Dagens Nyheter 6 mars 1952, s. 24. Läst 1 oktober 2023
56. ↑  Dagens Nyheter 13 april 1952, s. 18. Läst 1 oktober 2023
57. ↑  Dagens Nyheter 21 januari 1954, s. 26. Läst 1 oktober 2023
58. ↑  Dagens Nyheter 26 augusti 1954, s. 28. Läst 1 oktober 2023
59. ↑  Dagens Nyheter 22 juli 1955, s. 20. Läst 1 oktober 2023
60. ↑  ”Den skalliga primadonnan”. Sveriges Radio. http://sverigesradio.se/sida/avsnitt/647898?programid=4453. Läst 12 maj 2017.